# Paramesotriton guanxiensis
Paramesotriton guanxiensis är en groddjursart som först beskrevs av Huang, Tang och Tang 1983.  Paramesotriton guanxiensis ingår i släktet Paramesotriton och familjen vattensalamandrar. IUCN kategoriserar arten globalt som starkt hotad. Inga underarter finns listade i Catalogue of Life.